# ジェイコブ・ソール
ジェイコブ・ソール（Jacob Soll、1968年 - ）は、アメリカ出身の歴史学者。南カリフォルニア大学の教授で歴史学と会計学が専門であり、同校で会計・政治・倫理セミナーを持ち、近代政治や近代国家を研究している。
ウィスコンシン州マディソンの出身。ジャン・バティスト・コルベールについての『The Information Master』（2009年）を執筆した際に、ルイ14世が自らの資産の帳簿を持っていた史実に注目したことをきっかけに『帳簿の世界史』（2014年）を執筆する。そのほかの著書として、ニッコロ・マキャヴェッリの『君主論』が出版過程で改変されてきた経緯を研究した『Publishing The Prince』（2005年）、自由市場をテーマとした『〈自由市場〉の世界史』などがある。

## 著書
- Publishing "The Prince.'' University of Michigan Press. 2005.
- The Information Master. University of Michigan Press. 2009.
- The Reckoning: Financial Accountability and the Making and Breaking of Nations. Basic Books Limited. 2014.

日本語訳『帳簿の世界史』、村井章子訳、文春文庫、2018年。
- Free Market: The History of an Idea. Basic Books Limited. 2022.

日本語訳『〈自由市場〉の世界史: キケロからフリードマンまで』、北村京子訳、作品社、2024年。